# Рут Роланд
Рут Роланд (англ. Ruth Roland; 26 серпня 1892 — 22 вересня 1937) — американська акторка і продюсерка.
Народилася в Сан-Франциско в сім'ї театрального менеджера, вже з юних років стала брати участь у театральних постановках і водевілях. У 1909 році на одному з виступів її помітив режисер Сідні Олкотт і запросив на кіностудію «Kalem Studios». За досить короткий термін Роланд стала провідною акторкою студії, з'явившись за наступні 10 років майже 200 короткометражок, як на «Kalem Studios», так і на «Balboa Films».
З початком 1920-х років акторка стала набагато рідше з'являтися на екранах, повернувшись на театральну сцену. Після настання ери звукового кіно Роланд всього двічі з'явилася на екранах — у картинах «Рено» (1930) і «З дев'ятої до дев'ятої» (1935).
Роланд двічі одружена. Її другим чоловіком у 1929 році став актор Бен Бард, з яким вона залишалася до своєї смерті від раку у вересні 1937 року. 45-річна акторка похована поруч з матір'ю в склепі на цвинтарі Форест-Лаун в Каліфорнії. Її внесок в американську кіноіндустрію відзначений зіркою на Голлівудській алеї слави.